# شعار كوسوفو
تم اعتماد شعار كوسوفو في 17 فبراير 2008.
يتكون الشعار من ترس أزرق ذو حدود ذهبية في منتصفه خريطة الدولة بلون ذهبي وفوق الخريطة توجد ست نجوم بيضاء مصفوفة بشكل مقوس إلى أعلى وتدل على المجموعات العرقية الرئيسية في الإقليم وهم الألبان (وهم النسبة الكبرى) والصرب والبوسنيين والغوراني والأتراك والغجر (الروما).